# Milena Vučić
Milena Vučić (kyr. Милена Вучић; * 11. November 1986 in Titograd) ist eine montenegrinische Pop-Sängerin, die früher Mitglied der Girlgroup Negre war.

## Leben und Karriere
2006 gewann sie das prestigeträchtige Sunčane-Skale-Festival in Herceg Novi. Sie ist seit 2013 mit dem Sänger Nicola Burovac verheiratet.

## Diskografie

### Alben
- 2007: Da l' ona zna

### EPs
- 2015: Milena

### Singles (Auswahl)
- 2007: Luče
- 2010: Besmrtna (mit Miligram)